# Парцхаладзе Лев Ревазович
Лев Ревазович Парцхала́дзе (нар. 26 жовтня 1971, Тбілісі, Грузинська РСР) — український бізнесмен, забудовник, політик.

## Біографічні відомості
Громадянин України, проживає в Києві з 1986 року.
1989—1991 — військова служба у військах протиповітряної оборони РА.

## Освіта
1986 — після закінчення школи переїхав до Києва.
1989 — закінчив київське СПТУ № 8 (столяр). Вищу освіту здобув в Європейському університеті фінансів, інформаційних систем, менеджменту і бізнесу (на той час — Українсько-фінський інститут) за спеціальністю «Менеджмент організацій».

## Кар'єра
- 1994—2002 — генеральний директор ТОВ «Корона-клуб»[1],
- 2002—2003 — президент ТОВ «XXI століття»[2],
- 2003—2005 — голова правління ЗАТ "Інвестиційна компанія «XXI століття»,
- 2005—2012 — голова наглядової ради ЗАТ "Інвестиційна компанія «XXI століття»,
- 2013—2014 — голова правління ТОВ «Інвест Капітал Девелопмент»
- З лютого 2015 року — 3 листопада 2016 року — обіймає посаду першого заступника голови Київської обласної державної адміністрації[3][4].
- 28 листопада 2016 року — 5 вересня 2019 року — заступник Міністра регіонального розвитку, будівництва та ЖКГ[5][6].
- У 2020 році Парцхаладзе повторно обрали президентом Конфедерації будівельників України.

## Громадська та політична діяльність
З 2002 по 2006 був депутатом Київської міської ради IV скликання (мажоритарщик).
З 2004 по 2009 очолював політичну партію «Європейська столиця».
З 2008 по 2014 був депутатом Київської міської ради VI скликання (від політичної партії УДАР).
З 2014 року очолює територіальну організацію Блока Порошенка «Солідарність» у Київській області. З жовтня 2015 року депутат Київської обласної ради, голова фракції «Блок Петра Порошенка «Солідарність».
З 2005 по 2011— засновник та голова ради директорів Української будівельної асоціації. 2011 року обраний президентом Конфедерації будівельників України, яка об'єднує більш ніж 700 будівельних компаній та профільних союзів. Того ж року він був одним із ініціаторів реформ у будівельній галузі, при його сприянні був розроблений закон «Про регулювання містобудівної діяльності», який суттєво спростив дозвільні та погоджувальні процедури у будівництві. Це дозволило Україні ненадовго піднятися у рейтингу DoingBusiness за показником «отримання дозволів на будівництво» (зі 186 місця 2012-го до 41 місця 2014-го, 2015-го — 139 місце).
На президентських виборах 2014 року очолював Київський обласний штаб кандидата в Президенти України Петра Порошенка. На позачергових виборах народних депутатів України 2014 року очолював Київській обласний штаб політичної парії Блок Петра Порошенка «Солідарність». На місцевих виборах 2015 року очолив список політичної парії Блок Петра Порошенка «Солідарність» до обласної ради Київської області.
У 2020 році  балотувався до Київської обласної ради від партії «ЄС» на повторних місцевих виборах.

### Скандали
Лев Парцхаладзе був фігурантом журналістських розслідувань щодо незаконної забудови в Києві.

## Сім'я
Перша дружина — Наталія Собченко. Від першого шлюбу є син Парцхаладзе Давид Львович (2001).
2006 — одружився з Матвєєвою Лесею Сергіївною, переможницею конкурсу «Міс Україна — 2004».
Пара виховувала двох дітей: сина Єгора (2007) та доньку Ангеліну (2010).
Третя дружина Анастасія Степанова (з червня 2018). 19 серпня 2018 року в пари народився первісток — син Даніель.

## Відзнаки та нагороди
- Заслужений економіст України (2 березня 2001 року).
- Кілька разів ставав одним із найкращих топ-менеджерів України за версією журналу «Комп&ньон» — у 2002, 2003 та 2007 році.
- 2004 — премія Людиною року загальнонаціональної програми в номінації «Підприємець року».